# ウィリアム・ウィンダム (第3代準男爵)
第3代準男爵サー・ウィリアム・ウィンダム（英語: Sir William Wyndham, 3rd Baronet、1688年ごろ - 1740年6月17日）は、イギリスのトーリー党政治家。ステュアート朝最後の君主であるアン女王の治世に戦時大臣（1712年 - 1713年）、財務大臣（1713年 - 1714年）を歴任した。ハノーヴァー朝の継承に強く反対するジャコバイトの一員であり、ジョージ1世の治世（1714年 - 1727年）からジョージ2世の治世（1727年 - 1760年）初期まで庶民院の野党指導者を務めた。
ウィンダムの1人目の妻は第6代サマセット公爵チャールズ・シーモアの次女キャサリン・シーモア（Catherine Seymour）であり、2人の子供はすでに廃絶したパーシー家のノーサンバーランド伯爵が維持していたカンバーランドのエグレモント城とサセックスのペットワース・ハウスといった多数の遺産の半分を継承する権利を有した。この複雑な継承により、長男のチャールズは第2代エグレモント伯爵になった。次男も伯爵に叙され、娘のエリザベスは首相ジョージ・グレンヴィルの妻で首相ウィリアム・グレンヴィルの母になった。
オーカード・ウィンダム近くのウォッチェット港を建設したという業績を残している。

## 生涯

### 青年期
第2代準男爵サー・エドワード・ウィンダム（1667年ごろ - 1695年6月、イルチェスター選挙区から3度選出されたイングランド庶民院議員）と妻キャサリン（Catharine、1704年3月１４日没、旧姓ルーソン＝ゴア（Leveson-Gower）、第4代準男爵ウィリアム・ルーソン＝ゴアの娘）の息子として、1688年ごろにスタッフォードシャーのトレンタムで生まれた。1695年6月に父が死去すると、準男爵位を継承した。

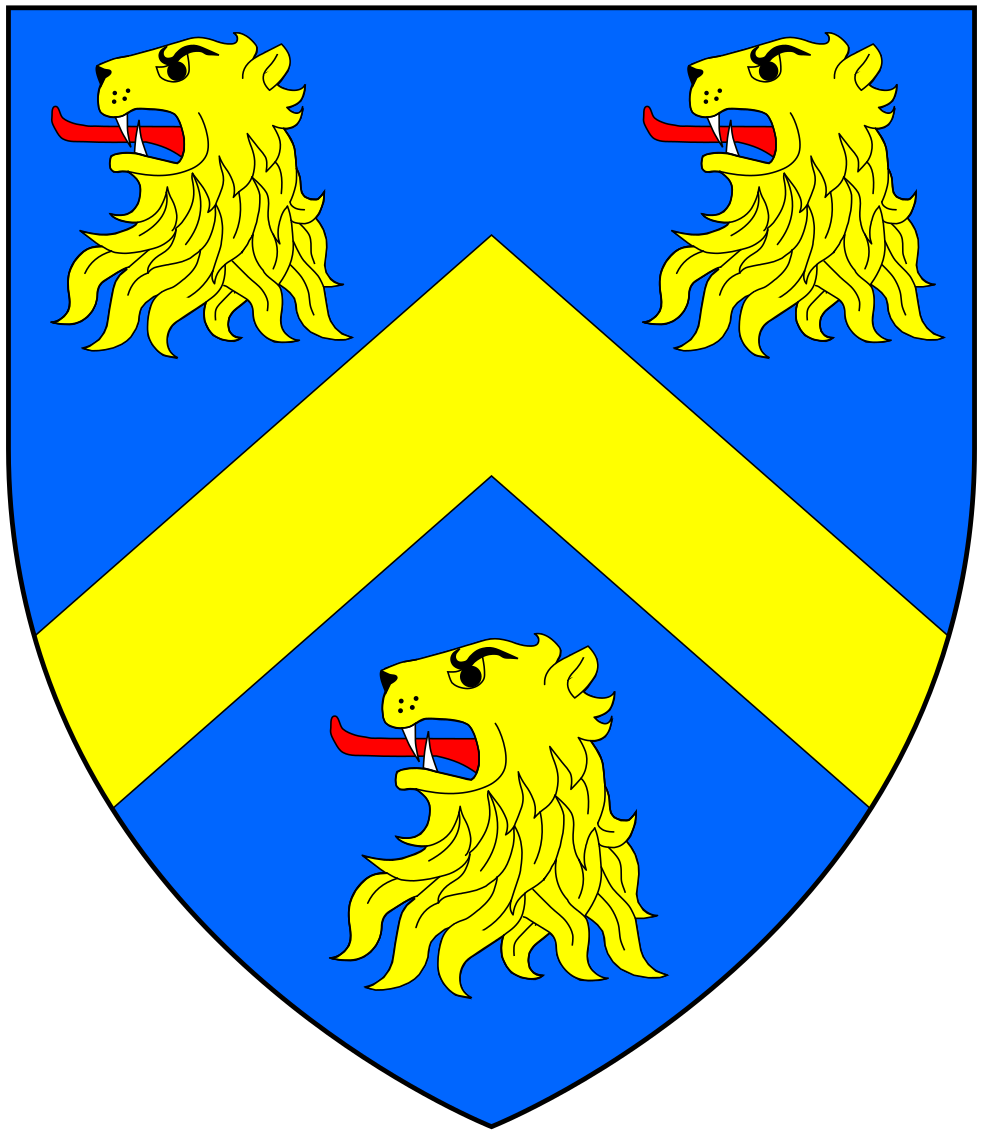
ウィンダムの紋章

ジョージ1世の紋章。ハノーヴァーの白馬が第4クォーターにある。

1696年よりイートン・カレッジで教育を受け、1704年6月1日にオックスフォード大学クライスト・チャーチに入学した。1704年から1706年までグランドツアーに出て、ネーデルラント、フランス、イタリアを旅した。その最中、ローマでとある占い師に出会い、「白い馬に気をつけろ」と警告された。後にイングランドでも同様の警告を受けたが、後にその白い馬がジョージ1世の使用したイングランド王室紋章の第4クォーターにあるハノーファー君主の紋章に描かれているザクセンの馬を指すと判明した。彼はジョージ1世に反対して、多くのいざこざに巻き込まれてしまうのであった。

### アン女王の治世
1710年に庶民院議員に当選、1712年にトーリー党内閣の戦時大臣に就任、1713年に財務大臣に転じた。同1713年に枢密顧問官にも任命された。急進派のトーリー党指導者ボリングブルック子爵と親しく、アン女王の死後にジャコバイトのステュアート朝復帰陰謀に関与、それが失敗すると罷免され、1714年に短期間投獄された。

### ジャコバイトの指導者
ジョージ1世の治世が始まると、ボリングブルック子爵はフランスに逃亡して老僭王ジェームズ・フランシス・エドワード・ステュアートの宮廷と合流、ウィンダムはイングランドにおけるジャコバイトの指導者の座についた。ジョージ1世を追い落とす反乱が1715年夏に計画され、ウィンダムは7月に老僭王にメッセージを送り、「1日でも無駄にしない」よう促した。しかし、計画は露見してしまい、ウィンダムの役割が内閣に示された。このときの閣議にはジョージ1世とウィンダムの義父である第6代サマセット公爵も出席しており、サマセット公爵はホイッグ党政府の一員でハノーヴァー朝を強く支持したが、同時にウィンダムを逮捕から守りたかったため、「彼の責任を持つ」ことを提案した。多くの閣僚はサマセット公爵のような身分の高い人物への攻撃を憚って同意しかけたが、北部担当国務大臣のタウンゼンド子爵のみは政府が決心を示すべきと考えて、ウィンダムの逮捕を動議した。閣僚たちは返事を逡巡して、10分間の沈黙が続いた。やがて2、3人が賛成に回り、ジョージ1世は逮捕を勅許した。ジョージ1世は私室に戻るとき、タウンゼンドの手を握って、「あなたは今日、余に大きく貢献した」と述べた。
そして、1715年9月21日には庶民院議員6名を「王国への侵攻を支持する陰謀への加担」の疑いで逮捕することが命じられた。この議員6名とはウィンダム、第4代準男爵サー・ジョン・パッキントン、エドワード・ハーヴィー、トマス・フォスター、ジョン・アンスティス、コーベット・キナストンの6名である。このうち、フォスターは逃亡に成功、1715年ジャコバイト蜂起でジャコバイト軍の将軍を務めた。

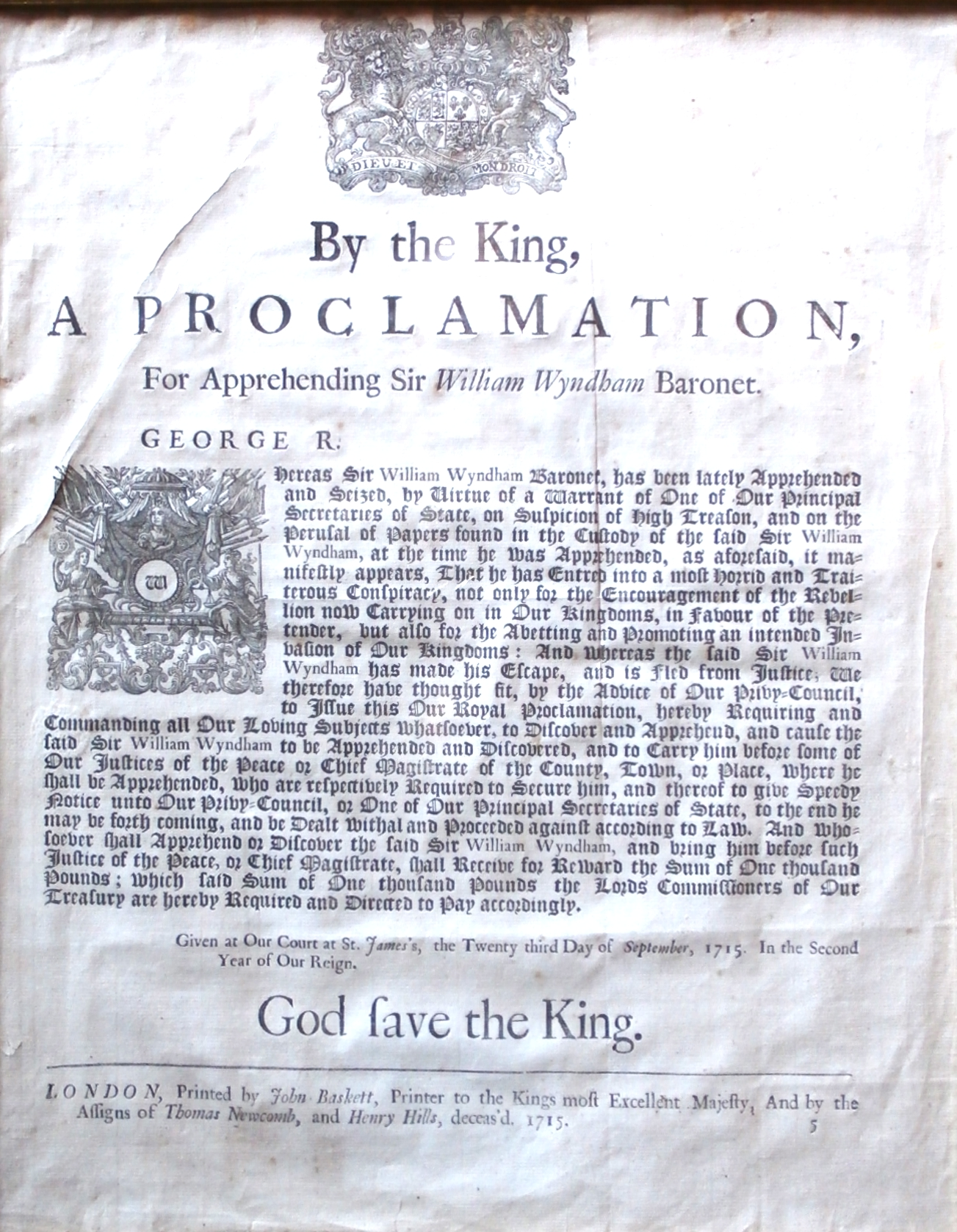
1715年9月23日付の国王宣言。表題は「サー・ウィリアム・ウィンダム準男爵の発見と逮捕」。

逮捕の決定に従い、コールドストリームガーズのジョン・ハスク大佐（当時は初代カドガン伯爵ウィリアム・カドガンのエー＝ド＝カン（副官））がオーカード・ウィンダムの自宅に滞在していたウィンダムの逮捕に向かった。この時の出来事は同時代のコメンテーターのアベル・ボヤーが1716年に詳しく記述している。ウィンダムは午前5時に起こされ、ウィンダムの寝室を調べたハスク大佐は彼のベストのポケットから、イングランドに侵攻して老僭王を王位につかせることを計画した陰謀者のリストを見つけた。ハスク大佐には「礼儀を持って接する」との命令が下されていたため、ウィンダムが服を着替えて当時妊娠していた妻に告別の言葉を述べた後、午前7時に大佐の被逮捕者として出発、そのために大型馬車と馬6頭まで用意するという約束を信用した。しかしウィンダムは自室にある、警備されていない3つ目の門から逃走した。窓から飛び出して、外で待っていた馬に飛び乗ったともされる。これによりジョージ1世は1715年9月23日付で「サー・ウィリアム・ウィンダム準男爵の逮捕宣言」という回状を出し、ウィンダムの逮捕に1,000ポンドという莫大な賞金をかけた。
一時は聖職者に扮して逮捕を逃れたウィンダムだったが、もはや望みがないと分かると、ロンドン近くのシオン・ハウスで義父のサマセット公爵を訪れた。続いてロンドンに向かい、公爵の息子でウィンダムの義兄、キングズ・ライフガーズ（King's Lifeguards）の大尉だったハートフォード伯爵アルジャーノン・シーモアのもとに出頭、逮捕された。ウィンダムはロンドン塔に投獄され、サマセット公は当局にウィンダムの保釈を求めたが拒否された。その直後、ジョージ1世はサマセット公爵を主馬頭から解任した。ただし、ウィンダムは最終的には裁判にかけられず、1716年7月に保釈された後はそのままうやむやとなった。
ジョージ1世の治世（1714年 - 1727年）からジョージ2世の治世（1727年 - 1760年）初期まで庶民院の野党であるトーリー党の指導者を務め、首相ロバート・ウォルポールに対し高教会派とトーリー党の原則を守るために戦った。海外逃亡していたボリングブルック子爵とは連絡を取り続けており、1723年以降はウォルポールを失脚させる計画にも加担したが失敗に終わった。

### 偽名ガムダム
1738年以降、ジェントルマンズ・マガジンで「マグナ・リリパッティア上院の弁論」として出版された議会議事録には「ガムダム」（Gumdahm）の偽名で現れた。当時の議会議事録の出版では発言者の本名記載が禁止されており、その裏をかくために発言者の名前が偽名やアナグラムに置き換えられ、弁論の内容は「ガリヴァーにより直近に有名になった国のものだったが、その冒険心にあふれた冒険者の不慮の死により自分で出版できなかった」とされた。すなわち、ジョナサン・スウィフトのガリヴァー旅行記と同様のものであるとの主張だった。しかし、出版された演説のうち、ウィリアム・ピットによる演説とされるものにもウィリアム・ガスリーやサミュエル・ジョンソンといったマガジンの執筆者による創作が含まれている。

### 捨子養育院
このように憎悪を向けられることも多いウィンダムだったが、ロンドンでの公的生活では評判がよかった。例えば、1739年の捨子養育院の特許状では創立時の総裁の1人に名を連ねているが、その背景には義父の第6代サマセット公爵の2人目の妻シャーロット・フィンチ（Charlotte Finch）が病院の創立者トマス・コラム大尉による国王ジョージ2世への請願に最初に署名した人物だったことがある（サマセット公爵も創立時の総裁の1人である）。捨子養育院はイギリス初の捨て子のための孤児院であり、当時のロンドンの慈善事業では最も流行した。総裁にはウィンダムのほか、ニューカッスル公爵、ウォルドグレイヴ伯爵、ウィルミントン伯爵、ヘンリー・ペラム、アーサー・オンズロー、ウォルポール男爵、さらに首相ロバート・ウォルポールまでと錚々たる面子が揃った。

### 死去
狩猟中の落馬事故により、1740年6月17日にサマセットのウェルズで死去した。ローマで受けた占いにあやかって、馬の色は「当然白である」とされた。

## 家族
1708年7月21日、キャサリン・シーモア（Catharine Seymour、1731年4月9日没、第6代サマセット公爵チャールズ・シーモアの次女）と結婚、2男2女をもうけた。
- チャールズ・ウィンダム（1710年8月19日 - 1763年8月21日） - 第4代準男爵、第2代エグレモント伯爵[12]
- パーシー・ウィンダム＝オブライアン（英語版）（1713年 - 1774年） - 1756年、トモンド伯爵（英語版）に叙爵。第8代トモンド伯爵ヘンリー・オブライエン（1688年 - 1741年）は第6代サマセット公爵の娘エリザベス・シーモアと結婚した後、子供なくして死去したが、遺産の継承者にパーシーを指名したため、パーシーは姓にオブライエンを付け加えたのであった。パーシーは未婚のないまま死去、伯爵位は再び廃絶した。
- エリザベス・ウィンダム（英語版）（1719年 - 1769年） - 首相ジョージ・グレンヴィルの妻、首相ウィリアム・グレンヴィルの母。

1734年6月1日、マリア・キャサリーナ・ゴドルフィン（Maria Catherina Godolphin、1683年ごろ – 1779年9月15日、ブランドフォード侯爵ウィリアム・ゴドルフィンの未亡人、ピーテル・デ・ヨングの娘）と再婚したが、2人の間に子供はいなかった。

## 肖像画
ウィンダムの肖像画はオーカード・ウィンダムのペットワース・ハウスに現存する。